# 頹廢藝術展
頹廢藝術展（德語：Die Ausstellung "Entartete Kunst"）是納粹黨於1937年7月19日至11月30日期間於慕尼黑舉辦的一場藝術展覽，該展覽由阿道夫·齐格勒策劃。並呈現了650件均從德國各地博物館充公而來的藝術作品，這些作品根據阿道夫·希特勒的定義，被視為是「冒犯德國感情、破壞或混淆自然形態，或僅顯示缺乏足夠手工和藝術技巧的作品」的「頹廢藝術」，以和同期舉辦的大德國藝術展形成雙重宣傳展和對比效果。 慕尼黑展覽後直到1941年期間，該展覽則轉為巡迴展覽並在12個城市停留，有時會展出不同的展品。
慕尼黑的展覽是由阿道夫·齊格勒組織的，他領導了先前的沒收活動並從各地的博物館如例如科隆的瓦爾拉夫-里夏茨博物館、埃森的弗柯望博物館、汉堡的漢堡美術館、漢諾威的邦立漢諾威博物館和柏林國家美術館的新部門展覽挑選了100多位被認為「頹廢」的藝術家的作品，他們代表包括表現主義、達達主義、超現實主義和新客觀主義等飽受批評的藝術風格。為了達到「混亂」的效果，展場內的作品被故意掛得不雅，牆上還寫有侮辱性的標語。整個展覽的目的就是為了起到政治宣傳的作用。根據官方數據，「墮落藝術」展覽共有2,009,899名參觀者，即使這個數字經過修飾，也被認為是迄今為止參觀人數最多的現代藝術展覽之一。

## 背景
1933年1月30日，納粹黨上台後，阿道夫·希特勒立即採取旨清洗所謂的「頹廢文化」行動：並透過組織焚書、解僱藝術家和音樂家的職務，將博物館館長換成黨內成員的先行措施。1933年9月，由約瑟夫·戈培爾管理的帝國文化商會正式成立。對於被視為不可接受的「現代藝術」，希特勒具有最終裁決權。 儘管戈培爾和一些高管欣賞表現主義藝術家如埃米尔·诺尔德、恩斯特·巴拉赫和埃裏希·赫克爾的作品，但包括阿佛烈·羅森堡一派的領導派別則特別憎惡表現主義。這導致雙方曾爆發一場激烈的意識形態爭論，直到1934年9月才解決，希特勒在此後宣布，任何的現代藝術和其實踐者，都被他視為「無能、騙子和瘋子」，並宣稱帝國在此後不再擁有現代主義的立足之地。而在在慕尼黑的頹廢藝術展覽之前，1933年後曾舉辦過幾次將現代藝術被描述為「頹廢」的展覽。
1937年上半年，帝國国民教育与宣传部開始籌劃一次展覽，展示自1933年以來國家社會主義運動的社會和政治成就的大德國藝術展，該展覽將展示納粹黨批准的藝術作品，除了對德國境內的藝術家發佈公開邀請，導致有1.5萬件作品提交給展覽評審團，然而部分選中的作品提交給希特勒批准時，希特勒卻大為憤怒並當即解散了評審團，並任命他的個人攝影師海因裏希·霍夫曼重新篩選。在當年6月4日的一篇日記中，戈培爾澤構思了一個展覽的主意，透過展出威瑪文化的作品，並將其稱為「衰敗的時代，以便人們能夠看到並理解」。藝術史學家奧拉夫·彼得斯表示，戈培爾提出這一展覽的動機是為了掩蓋「大德國藝術展」中作品的弱勢，部分是為了在希特勒動用霍夫曼替代戈培爾的評審後，試圖重新贏得希特勒的信任。
6月30日，希特勒簽署了一份授權頹廢藝術展命令。戈培爾則任命希特勒的國家視覺藝術室主任阿道夫·齊格勒負責一個五人委員會，該委員會在兩週內遊覽德國多個城市的國家收藏，並充公了他們認為是表現出「墮落、薄弱、精神疾病和種族不純等特徵」的5238件作品。未來的展覽也將透過對博物館的後續搜查而擴展。該委員會將專注於前衛出版物中提到藝術家的作品，並得到了一些激烈反對現代藝術的人的幫助，如沃爾夫岡·威爾里希。
由於展覽匆忙籌備，並預定計劃在1937年7月18日開幕的大德國藝術展同時舉行。齊格勒後來在7月19日的開幕式上模仿希特勒，並發表了對現代藝術的尖酸批評。不過底層展廳直到7月22日，也就是正式開放三天後才對外開放，因為主辦單位還沒有及時佈置完畢。

## 展覽

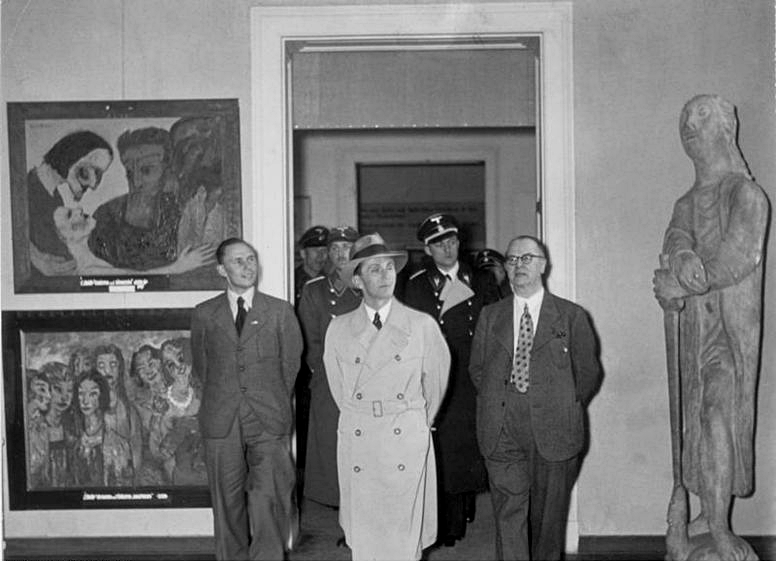
戈培爾觀看頹廢藝術展，左邊掛著兩位埃米尔·诺尔德的畫作
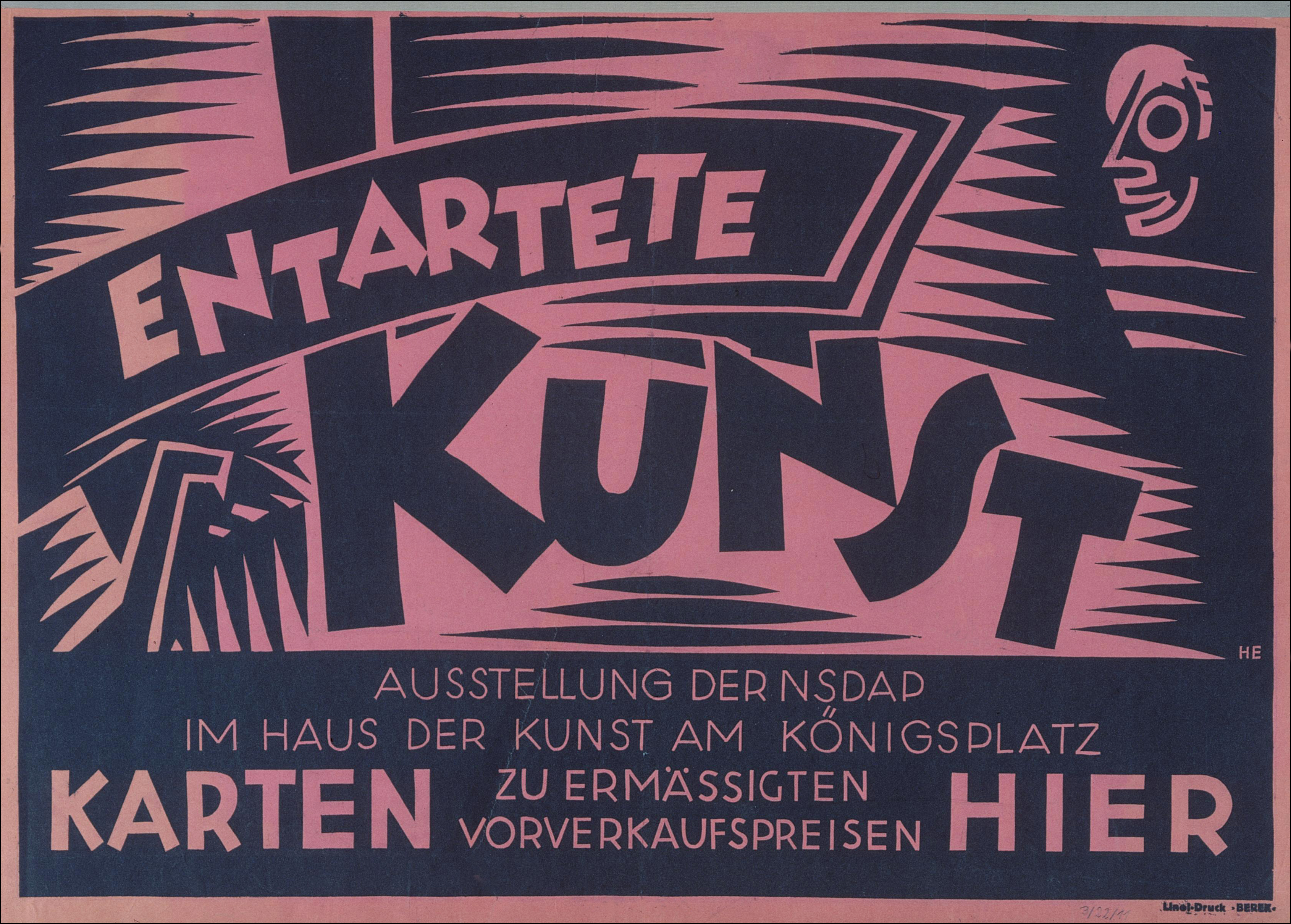
1938年於慕尼黑國王廣場藝術館展覽的頹廢藝術展海報
頹廢藝術展目錄本
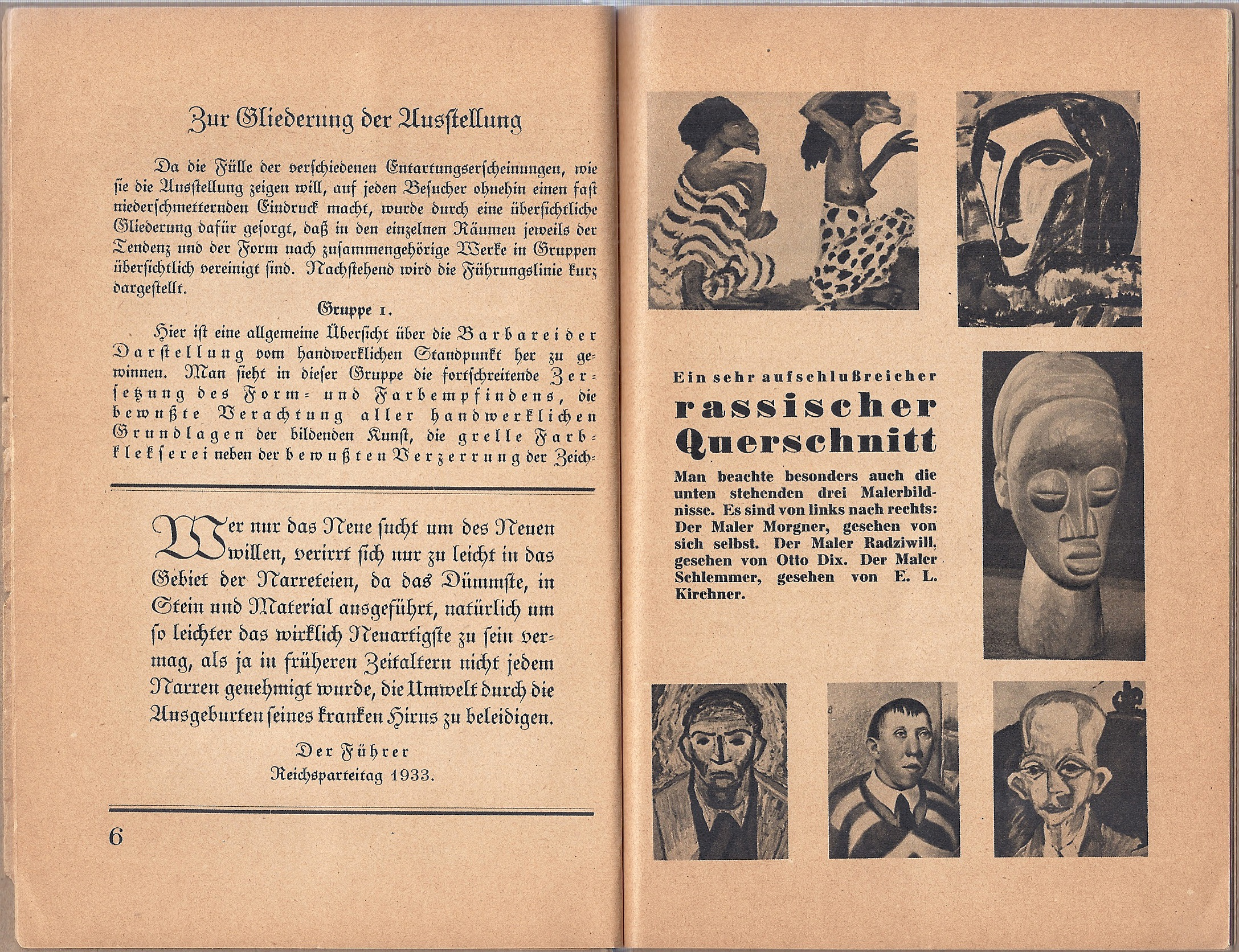
頹廢藝術展目錄本

頹廢藝術展最初在在慕尼黑的王宮花園考古學研究所舉行。該場地之所以被選擇，是因為該建築內具有黑暗和狹窄的房間。其中，建築底層和上層的石膏收藏室被清空，並設置了隔間牆已置放許多作品，大量作品被展示時並沒有架設畫框，部分區域則遭到具有攻擊、貶低性的口號遮蓋住。柏林展覽拍攝了展覽照片以及目錄本的製作，展覽的一部分也被製作成了一部黑白紀錄影像。
最初舉行時，展覽包括了112位藝術家的650幅畫作、雕塑和版畫，主要為德國藝術家，如喬治·格羅茲、恩斯特·路德維希·基爾希納、保羅·克利、格奧爾格·科爾貝、威廉·萊姆布魯克、弗兰茨·马尔克、埃米尔·诺尔德、奥托·迪克斯、维利·鲍迈斯特、庫爾特·施維特斯等人。部分外國藝術家的作品如巴勃羅·畢卡索、讓·梅金傑、阿尔伯特·格列兹、皮特·蒙德里安、馬克·夏卡爾和瓦西里·康定斯基等人的作品也遭到了充公並進行展示。
許多作品沒有被展示出來，因為此次展覽主要集中在德國的作品上。這次展覽一直持續到1937年11月30日，根據統計，共有2,009,899名參觀者前來參觀，平均每天約有20,000人入場。

### 配置
前三個展覽室依主題分組。第一個展室展示了被認為貶低宗教的作品；第二間特別展是猶太藝術家的作品；第三間展室展示了被認為侮辱了德國的婦女、士兵和農民的作品。其餘的展覽部分則沒有特定的主題。
牆上置卦著部分標語，例如：
- 在中間派統治下的傲慢嘲弄神聖
- 揭示猶太種族的靈魂
- 侮辱德國女性的理想—白痴與妓女
- 故意破壞國防
- 德國農民－猶太觀點
- 對野外的猶太渴望表現出來──在德國，黑人成為退化藝術的種族理想
- 瘋狂成為方法
- 被病態思想看待的自然
- 即使博物館大亨們也稱之為「德國人民的藝術」。[12]

### 政治宣傳
在展覽中，納粹黨領袖的演講與各種藝術運動的藝術家宣言形成鮮明對比，例如達達主義和超現實主義。許多畫作旁邊都標有標籤，顯示博物館購買這些藝術品花了多少錢。對於在1920年代初的戰後威瑪共和國惡性通貨膨脹時期購得的畫作，當時一公斤麵包的價格達到2330億德国纸马克時，這些畫作的價格被大大誇大。展覽的設計旨在宣傳現代主義是一個由討厭德國正派的人策劃的陰謀，經常被納粹黨貼上為猶太-波爾舍維克的標籤，儘管在展覽中包括的112位藝術家中，只有6位具有猶太人血統。.
同時舉辦的大德國藝術展澤展示納粹政權所倡導的更經典和「種族純淨」的藝術類型。不過根據現代資料的描述，該展覽被認為是「平庸」的，吸引的參觀人數僅為頹廢藝術展的一半。

## 反應
頹廢藝術展展覽的反應普遍存在分歧。大多數參觀者拒絕接受展出的藝術作品，並遵循展覽組織者的評估。然而，只有一小部分人狂熱地接受國家社會主義者的意識形態，而大多數人對展出的藝術表現出真誠的憤慨。一些參觀者記錄了有關這些畫作的信息，特別是購買價格，並對購買這些畫作的導演和官員表示侮辱。有些人謹慎地討論著這些作品，也有些人微笑著看著圖片。在某些藝術家的作品之前，對他們的作品展出的沮喪也可能被視為「頹廢」，例如在路易士·柯林斯的畫作前，儘管並沒有附上他的名字，但他的作品卻因有名而立即受到參觀者的認可，被認為具有特殊的品質。
一些外國參觀者也接受了國家社會主義的藝術觀點。埃及政治藝術家團體「藝術與自由」在其宣言《頹廢藝術萬歲》中公開反對誹謗。另一方面，包括漢諾威製造商伯恩哈德·斯普倫格爾和科隆的約瑟夫·豪布里希在內的個人藏家，勇敢地透過有意識地購買那些被藝術界視為「頹廢」的藝術品來完成自己的現代藝術收藏。一些國外美術館也採取了類似的做法，包括巴塞爾美術館。有外媒認為，此次展覽的大量參觀者意味著「對令人讚嘆的現代性的朝聖」。這種解讀遭到了納粹報紙的尖銳攻擊，保羅·奧特文·拉夫等目擊者也證實，只有一小部分參觀者前來告別這些如今已被明確打上納粹烙印的藝術品。

## 影響
幾個月後，另一場頹廢藝術展在柏林舉行，後來又在萊比錫、杜塞尔多夫、魏玛、萨勒河畔哈雷、維也納和薩爾茨堡等地巡迴展出 ，共吸引大約一百萬人觀展。許多作品後來被出售，儘管有興趣的買家稀少，並且隨著大量作品被加入藝術市場導致價格急劇下跌。戈培爾曾提到它們在美國收藏家之間以「每公斤十分一」的價格流通，儘管一些「外匯將用於戰爭開支，戰後將用於購買藝術品」。共有5,000件作品最後在1939年3月20日遭到焚燒。部分作品在展覽後則陷入失蹤狀態，包括讓·梅金傑1913年油畫作品《在船上》（Im Boot），該作品原在柏林的國家美術館太子宮展覽，後在頹廢藝術展展出後失蹤。
1939年6月，琉森舉行了一場頹廢藝術拍賣會，共有125件頹廢藝術品遭到賣出。不過展覽的收入約為125,000美元，遠低於預期。
1991年，洛杉矶县艺术博物馆舉辦一次頹廢藝術展的複製特展
。其中300件被展出的作品顯然被藝術經紀人希爾德布蘭德·古爾利特購買或以其他方式占有，他曾報告這些作品在轟炸中被摧毀；然而，當古爾利特的兒子康奈利烏斯在2013年公開了古爾利特收藏的詳情時，這些作品重新浮出水面。康奈利烏斯將這個收藏捐贈給了伯恩美術館，並在2017年11月首度展出一些作品，名為「古爾利特：狀態報告：頹廢藝術──充公和出售」。
2014年，紐約新畫廊舉辦了「退化藝術：納粹德國對現代藝術的襲擊，1937」特展，匯集了來自1937年展覽的畫作和雕塑，以及原始裝置的影片和照片、促銷和宣傳材料，以及一些納粹批准的藝術品，旨在對比納粹認為是「頹廢」的現代主義和前衛作品。現代藝術博物館則建立數位展覽展示了來自「頹廢藝術展」的藝術作品。並現場展示被認為是「頹廢藝術」的作品。

## 另見
- 頹廢藝術
- 颓废音乐
- 納粹德國藝術
- 祖先遗产学会

## 外部連結
- Entartete Kunst (Degenerate Art), complete inventory of over 16,000 artworks confiscated by the Nazi regime from public institutions in Germany, 1937-1938, Reichsministerium für Volksaufklärung und Propaganda （页面存档备份，存于）. 維多利亞與亞伯特博物館 2014.
- Explore 'Entartete Kunst': The Nazis' inventory of 'degenerate art' （页面存档备份，存于）, 維多利亞與亞伯特博物館. 2019.
- Neil Levi, "Judge for Yourselves" – The Degenerate Art Exhibition as Political Spectacle （页面存档备份，存于）, October, 85 (Summer 1998), 41–64, pp. 48,56
- Maren Laurel Read, ART AND PROPAGANDA: THE DEGENERATE ART EXHIBITION
- Collection: "All Artists in the Degenerate Art Show" （页面存档备份，存于） from the 密歇根大學藝術博物館